# Cyrtopodion golubevi
Cyrtopodion golubevi là một loài thằn lằn trong họ Gekkonidae. Loài này được Nazarov, Ananjeva & Rajabizadeh mô tả khoa học đầu tiên năm 2010.